# Moenkemeyera
Moenkemeyera là một chi rêu trong họ Fissidentaceae.